# 芳村镇
芳村镇是中华人民共和国浙江省衢州市常山县下辖的一个镇。
2012年12月18日，浙江省人民政府批复同意撤销新桥乡建制，其行政区域并入芳村镇。调整后，芳村镇辖1个居民区、38个行政村，镇政府驻地不变（芳鑫北路2号）。

## 行政区划
芳村镇下辖以下村级行政区划单位：
水阁亭社区、芳村、猷阁口村、西山村、修书埂村、新福村、大处村、雅塘村、岭后殿村、石壁底村、下猷阁村、上猷阁村、岭上埂村、古溪村、前溪村、红旗岭村、大坞篷村、石塘村、半坑村、金川村、修书村、洁湖村、前进村、桐坂岗村、河边山村、井河村、新桥村、塘头村、溪源山村、前山村、西岭冈村、横山路村、源头村、东岭村、詹村、岩背村、前庄畈村、姜家村和坞石坑村。